# SECOM
SECOM株式會社（中文譯為：西科姆，東證1部：9735）成立於1962年，是日本第一家保全公司，現為日本最大的保全公司，同時也是全球布局的保全集團。

## 歷史

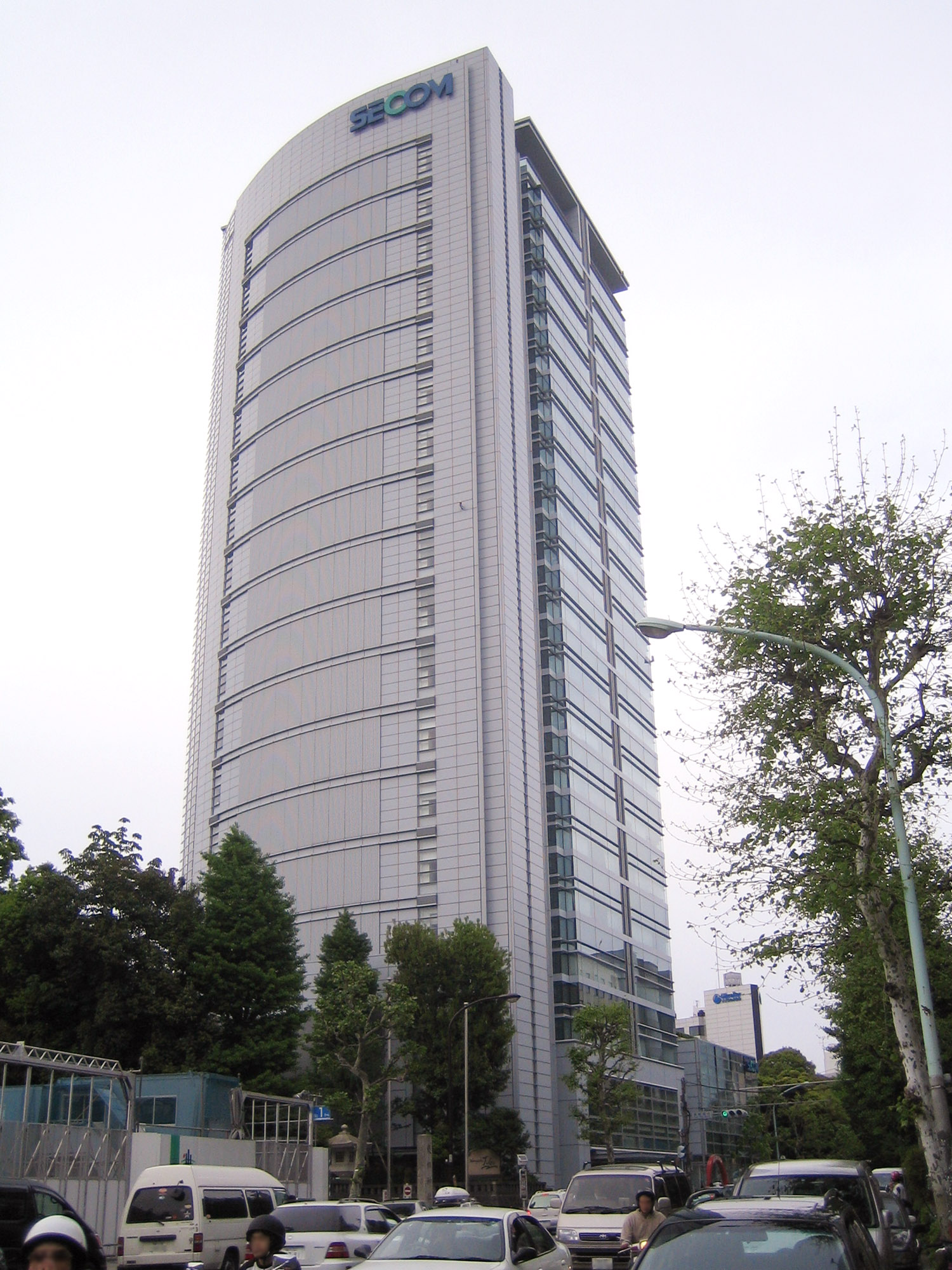
SECOM總部

1962年7月，飯田亮與戶田壽一成立日本警備保障株式會社，是日本第一家保全公司。1974年4月，日本警備保障在東京證券交易所市場第二部股票上市。1983年12月，日本警備保障改名SECOM株式會社。1986年6月，SECOM在大阪證券交易所市場第一部股票上市。1992年12月，SECOM成立「西科姆（中國）有限公司」。

## 海外事業
- 臺灣中興保全科技集團：與國產建材實業合資成立。[1]

## 外部連結
- （日語）SECOM株式會社（页面存档备份，存于）
- セコム的X（前Twitter）
- セコム的Facebook專頁
- YouTube上的SECOMTV頻道